# أنطونيو لوبيز كاردوسو
أنطونيو لوبيز كاردوسو (بالبرتغالية: António Lopes Cardoso‏) هو سياسي برتغالي، ولد في 27 مارس 1933 في برايا في الرأس الأخضر، وتوفي في 9 يونيو 2000 في لشبونة في البرتغال. حزبياً، نشط في الحزب الاشتراكي (البرتغال). في 1976 Portuguese legislative election ‏، انتخب عضو مجلس الجمهورية ‏ عن دائرة Beja (Assembly of the Republic constituency) ‏ وقد انضم خلال فترته النيابية ‏  للكتلة البرلمانية الحزب الاشتراكي (البرتغال) وانتخب نائب في الجمعية التأسيسية.